# Costa d'Or (colònia britànica)
La Costa d'Or (Gold Coast, en anglès) és una antiga colònia britànica a la costa del golf de Guinea, a l'Àfrica occidental, creada el 1660 pels francesos i que, en esdevenir independent el 1957, prengué el nom de Ghana.
Des del seu descobriment per part d'Álvaro de Esteves el 1471, el litoral de Ghana fou regularment visitat pels portuguesos en les seves rutes de comerç de les espècies que utilitzaven per arribar a vorejar tot el continent africà.
L'anomenaren Costa d'Or i hi establiren factories on aconseguien esclaus i or, com per exemple el Castell d'Elmina, bastit el 1482, i que fou el primer assentament europeu a la zona. A la darreria del segle xvi foren desplaçats pels anglesos i els holandesos, i al segle xvii pels francesos, els danesos i els suecs.
Durant aquest període l'activitat es va mantenir en el tràfic d'esclaus i d'or però expandint encara més els beneficis d'anys anteriors.
Les lluites entre les diferents potències acabaren amb el control britànic i el 1874 el govern britànic va declarar colònia de la corona aquesta franja costanera. La zona que dominaren estava ocupada pels pobles fantis als quals protegien en contra dels aixanti que sempre s'havien resistit al poder anglès.
Degut a la colonització, els anglesos emprengueren la submissió del territori aixanti amb les guerres anglo-aixanti, incorporant els territoris de l'antiga Aixanti a la colònia el 1901, després de la dura guerra.

## Administració
- Costa d'Or Anglesa sota administració de la Companyia de Mercaders Comerciant a Guinea 1631-1651
- Costa d'Or Anglesa sota administració de la Companyia de Mercaders de Londres 1651-1657
- Costa d'Or Anglesa sota administració de la Companyia de Mercaders de Londres, amb arrendament a la Companyia Anglesa de les Índies Orientals 1657-1663
- Costa d'Or Anglesa sota administració de la Companyia Reial d'Aventurers a l'Àfrica 1663-1672
- Costa d'Or Anglesa sota administració de la Companyia Reial Africana 1672-1707
- Costa d'Or Britànica sota administració de la Companyia Reial Africana 1707-1752
- Costa d'Or Britànica sota administració de la Companyia Africana de Mercaders 1752-1821
- Costa d'Or Britànica, territori dintre dels Territoris Britànics de l'Àfrica Occidental 1821-1828
- Costa d'Or Britànica, colònia sota administració de la Companyia Africana de Mercaders 1828-1843
- Costa d'Or Britànica, colònia britànica 1843-1866
- Costa d'Or Britànica, territori dins dels Establiments Britànics de l'Àfrica Occidental 1866-1874
- Costa d'Or i Lagos, colònia britànica 1874-1886
- Colònia de Costa d'Or, colònia britànica (des de 1901 colònia de la corona) 1886-1957

## Governadors del Territori de Costa d'Or
- 1822 Sir Charles MacCarthy
- 1822 James Chisholm
- 1822 - 1824 Sir Charles MacCarthy (segona vegada)
- 1824 James Chisholm (segona vegada)
- 1824 - 1825 Edward Purdon
- 1825 - 1826 Charles Turner
- 1826 Sir Neil Campbell
- 1826 - 1827 Henry John Ricketts
- 1827 - 1828 Hugh Lumley
- 1828 George Hingston
- 1828 Henry John Ricketts (segonba vegada)

## Governadors de la colònia de Costa d'Or
- 1844 - 1845 Henry Worsley Hill
- 1845 - 1846 James Lilley (Lelley)(interí)
- 1846 - 1849 William Winniett
- 1849 - 1850 James Coleman Fitzpatrick
- 1850 Sir William Winniett (segona vegada)
- 1850 - 1851 James Bannerman
- 1851 - 1853 Stephen John Hill
- 1853 James Coleman Fitzpatrick (segona vegada, interí)
- 1853 - 1854 Brodie G. Cruickshank (interí)
- 1854 Stephen John Hill (segona vegada)
- 1854 - 1857 Henry Connor (interí)
- 1857 - 1858 Sir Benjamin Chilley Campbell Pine
- 1858 - 1860 Henry Bird (interí)
- 1860 - 1862 Edward Bullock Andrews
- 1862 William A. Ross (interí)
- 1862 - 1864 Richard Pine
- 1864 William Hackett
- 1864 - 1865 Richard Pine (segona vegada)
- 1865 Rokeby S.W. Jones (interí)
- 1865 W.E. Mockler (interí)

## Administradors del Territori
- 1865 - 1867 Edward Conran (Tinent governador fins a 19 de febrer de 1866)
- 1867 - 1868 Herbert Taylor Ussher
- 1868 - 1869 W.H. Simpson (interí)
- 1869 - 1871 Herbert Taylor Ussher (segona vegada)
- 1871 - 1872 Charles Spencer Salmon (interí)
- 1872 Herbert Taylor Ussher (tercera vegada)
- 1872 John Pope Hennessey (Governador-en-cap)
- 1872 Charles Spencer Salmon (interí) (segona vegada)
- 1872 - 1873 Robert William Harley

## Governadors-en-cap del Territori
- 1873 Robert William Keate
- 1873 Robert William Harley, Alexander Bravo (interí)
- 1873 - 1874 Garnet Joseph Wolseley

## Administradors del territori
- 1874 James Maxwell (interí)
- 1874 Charles Cameron Lees (interí)
- 1874 George Cumine Strahan

## Governadors de la colònia de Costa d'Or i Lagos i de la mateixa Costa d'Or
- 1874 - 1876 George Cumine Strahan
- 1876 Charles Cameron Lees (interí) (segona vegada)
- 1876 - 1878 Sanford Freeling (interí fins a 1877)
- 1878 - 1879 Charles Cameron Lees (interí) (tercera vegada)
- 1879 - 1880 Herbert Taylor Ussher (quarta vegada)
- 1880 - 1881 William Brandford Griffith (interí)
- 1881 - 1882 Sir Samuel Rowe
- 1882 Alfred Moloney (interí)
- 1882 William Brandford Griffith (interí) (segona vegada)
- 1882 - 1884 Sir Samuel Rowe (segona vegada)
- 1884 - 1885 William Alexander George Young
- 1885 - 1886 William Brandford Griffith (tercera vegada)

## Governadors de la colònia de Costa d'Or
- 1887 F.B.P. White (interí)
- 1887 - 1889 Sir William Brandford Griffith (quarta vegada, ara Sir)
- 1889 - 1890 Frederick Mitchell Hodgson (interí)
- 1890 - 1891 Sir William Brandford Griffith (cinquena vegada)
- 1891 Frederick Mitchell Hodgson (interí) (segona vegada)
- 1891 - 1893 Sir William Brandford Griffith (sisena vegada)
- 1893 - 1894 Frederick Mitchell Hodgson (tercera vegada)
- 1894 - 1895 Sir William Brandford Griffith (setena vegada)
- 1895 - 1896 William Edward Maxwell (des de 1896 Sir)
- 1896 Frederick Mitchell Hodgson (quarta vegada) (interí)
- 1896 - 1897 Sir William Edward Maxwell (segona vegada)
- 1897 - 1900 Frederick Mitchell Hodgson (cinquena vegada) (interí fins a 1898)
- 1900 W. Low (interí)
- 1900 - 1904 Sir Matthew Nathan
- 1904 Herbert Bryan (interí)
- 1904 - 1910 John Pickersgill Rodger
- 1910 Herbert Bryan (interí) (segona vegada)
- 1910 - 1912 James Jamieson Thorburn
- 1912 Herbert Bryan (interí) (tercera vegada)
- 1912 - 1919 Sir Hugh Charles Clifford
- 1919 Alexander Ransford Slater (interí)
- 1919 - 1927 Frederick Gordon Guggisberg
- 1927 Sir James Crawford Maxwell
- 1927 John C. Maxwell (interí)
- 1927 - 1932 Sir Alexander Ransford Slater (segona vegada)
- 1932 Geoffrey Alexander Stafford Northcote (interí)
- 1932 - 1934 Sir Shenton Whitelegge Thomas
- 1934 Geoffrey Alexander Stafford Northcote (interí) (segona vegada)
- 1934 - 1941 Sir Arnold Wienholt Hodson
- 1941 - 1942 George Ernest London (interí)
- 1942 - 1947 Sir Alan Cuthbert Maxwell Burns
- 1948 - 1949 Sir Gerald Hallen Creasy
- 1949 Sir Robert Scott (interí)
- 1949 Thorleif Rattray Orde Mangin (interí)
- 1949 Sir Robert Scott (interí) (segona vegada)
- 1949 - 1957 Sir Charles Noble Arden-Clarke